# Panthera pardus delacouri
El Leopardo de Indochina o Leopardo de Delacour (Panthera pardus delacouri) es una subespecie de leopardo nativa del Sudeste Asiático. El melanismo es muy frecuente en los leopardos de Indochina, una adaptación a las junglas tropicales en las que habita.
Se desconoce gran parte de los hábitos de esta subespecie, que se encuentra en un estado vulnerable de supervivencia, debido a la degradación de su hábitat. Por otra parte, a medida que los tigres comienzan a desaparecer en su zona de distribución, los cazadores furtivos recurren a los leopardos para continuar sosteniendo el tráfico ilegal de sus órganos para preparar medicinas tradicionales. También es cazado por su piel. 

## Características

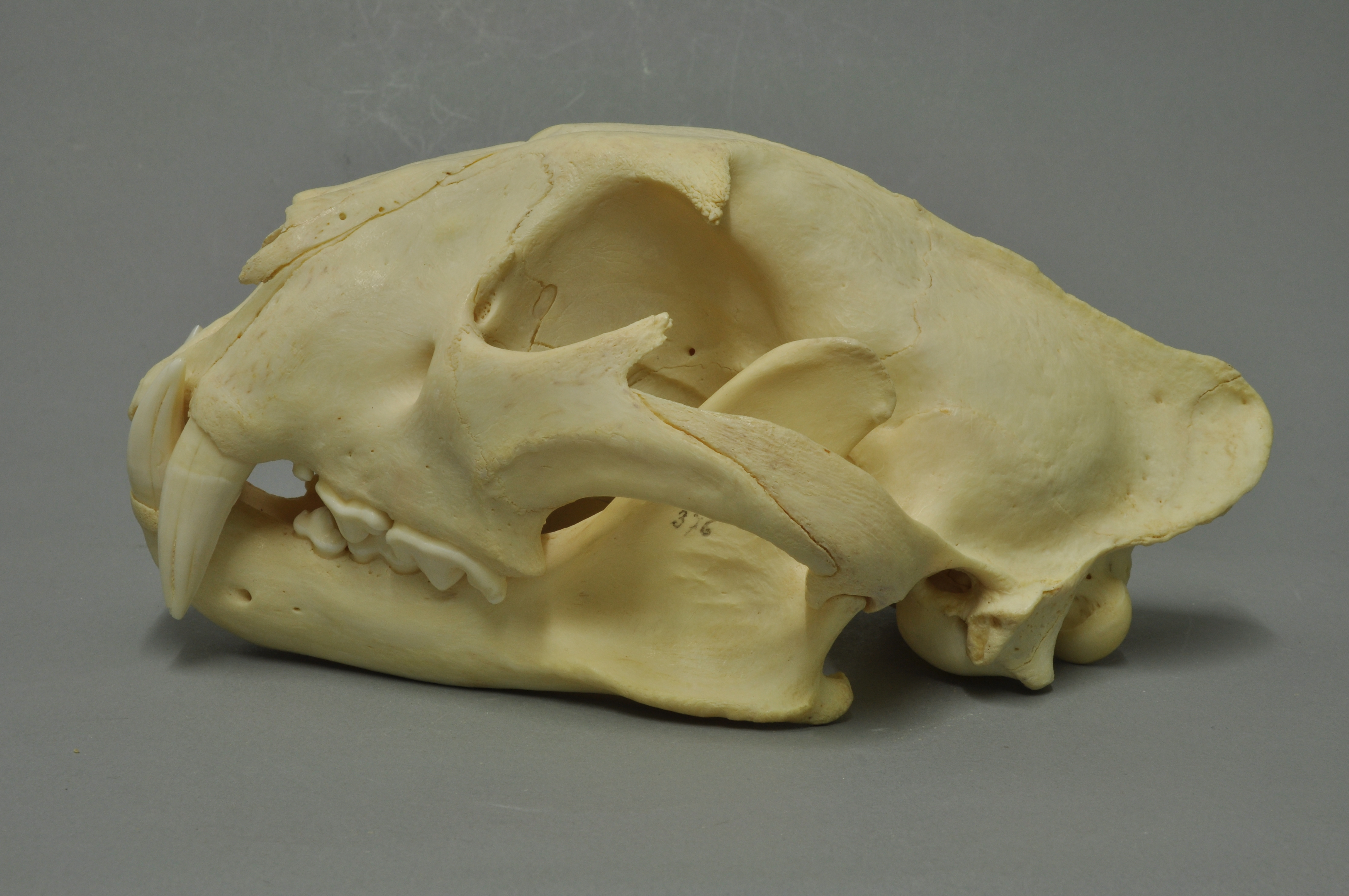
Cráneo de un leopardo indochino.

En su área de distribución parece haber un cambio genético en torno al istmo de Kra, donde la población de leopardos cambia de formas predominantemente melánicas al sur del istmo a zona mayoritariamente moteadas al norte. Los registros de varias cámaras en la península de Malasia y el sur de Tailandia sólo muestran leopardos melánicos al sur del istmo. En el bosque tropical denso de su distribución el melanismo es común, y además los leopardos negros cuentan con una ventaja selectiva para la caza en ese ambiente.

## Alimentación
Como la mayoría de las subespecies de leopardo, el leopardo de Indochina se alimenta de gran parte de la fauna de su hábitat. Su dieta consiste principalmente de monos, roedores, reptiles, anfibios, aves, peces, cerdos salvajes y ungulados; en Malasia se analizaron tan solo 4 heces las cuales contenían pelos de jabalí (n=3) y macaca sp. (N=4). Cuando captura un animal, lleva su presa hasta los árboles para comer. Son capaces de transportar animales que duplican su peso hasta las ramas de los árboles.

## Distribución geográfica
Se encuentra distribuido por gran parte del sudeste asiático: en el sur de China, Camboya, Laos, Malasia, Myanmar, Tailandia y Vietnam.
- En el Chatthin Wildlife Sanctuary de Myanmar el declive del leopardo fue tan drástico en la segunda mitad del siglo XX que en el año 2000 se consideró localmente extinto.[6]

Desde mediados de la década de 1990 sólo se ha realizado investigación sobre el leopardo en dos áreas protegidas de Tailandia:
- En el año 1996 a tres leopardos se le colocaron transmisores de radio en el parte sur-centro del parque nacional de Kaeng Krachan, un terreno de colinas con bosque perenne estacional. El estudio reveló que los dos machos abarcaban un territorio de entre 14.6 - 18 km² y la hembra de unos 8.8 km². Todos los leopardos preferían para la caza los valles cerca de los ríos y el camino principal hacia las elevaciones y el terreno boscoso, donde se concentraban las principales presas. Ambos machos incrementaron su territorio durante la estación húmeda de junio a octubre.[7]
- Entre 1994 y 1999 a 10 leopardos se les colocaron transmisores de radio en la parte norte-oeste del Huai Ka Khaeng Wildlife Sanctuary, y se les realizó un seguimiento durante 41 meses. El análisis del rastreo reveló que los machos adultos abarcaban un territorio entre 35.2 y 64.6 km² y las hembras adultas entre 17.8 y 34.2, el mayor territorio de hembras de leopardo en Asia. Estos leopardos extendían sus territorios en la estación seca de noviembre a abril. Todos los leopardos analizados preferían el terreno de praderas y bosque mixto cerca de los cursos de agua.[8]
- Entre abril de 2003 y junio de 2004 se fotografiaron 25 leopardos diferentes en un área de 500 km² en la zona protegida nacional de Nam Et-Phou en Laos.[9] Estos leopardos también aparecieron en la zona protegida del limítrofe parque nacional de Nam Kan.[10]